# (34872) 2001 UV2
2001 يو في 2 (ويعرف أيضًا باسم (34872) 2001 يو في 2 وفق تسمية الكوكب الصغير) (بالإنجليزية: 2001 UV2)‏ هو كويكب ضمن حزام الكويكبات؛ وترتيبه 34872 من حيث الاكتشاف.
اكتُشف هذا الجُرم الفلكي بواسطة غاري هغ في 20 أكتوبر 2001.

## وصلات خارجية
- (34872) 2001 UV2 في قاعدة بيانات مختبر الدفع النفاث لأجرام النظام الشمسي الصغيرة

- الاكتشاف · مخطط المدار ·  العناصر المدارية · المعلمات المادية

- (34872) 2001 UV2 على موقع ويكي سكاي: DSS2, SDSS, GALEX, IRAS, Hydrogen α, X-Ray, Astrophoto, Sky Map, Articles and images